# 오토카르
오토카르(튀르키예어: Otokar)는 튀르키예 코치그룹의 자회사로 사카리아주 아디피예에 본사를 두고 있으며 버스와 군용 차량을 제조하는 회사다.

## 역사
1963년, 오토카르는 이스탄불에서 튀르키예 최초로 시외버스를 제조하던 회사로 시작했다. 이 버스는 독일 마기루스-도이치사의 버스 모델을 면허생산 한 것으로 오토카르는 현대식 버스 제조회사로 유명해졌다. 1970년대 오토카르는 도이치 AG 공냉식 엔진을 탑재한 미니버스를 선보였다. 이 시기에 코치 그룹이 오토카르의 주식 대부분을 사들였다. 1980년, 오토카르는 시외버스에 이어 시내버스를 제조에 들어간다. 1980년 중반에는 튀르키예에서 최초로 군용차량을 제조한다. 1987년 터키 육군에서는 영국 랜드로버사의 자동차를 튀르키예 현지에서 오토카르가 제조하던 랜드로버 디펜더를 구입한다. 이에 힘입어 1990년에 오토카르는 Otokar Armored Personnel Carrier, Otokar Akrep, Otokar Cobra같은 4X4 차량을 개발한다. 2002년도에는 같은 코치그룹의 회사인 이스탄불 제조사로서부터 트레일러와 세미 트레일러 생산한다. 2002년도 후반에 나비고(Navigo)라고 부르는 소형 버스를 개발하고, 2003년에 싱가로프 동력기술(중국어: 新科动力, STK)과 손잡고 8륜구동인 전술 장갑 차량인 Otokar-Yavuz을 개발한다. 2005년도에 오토카르사는 군용차량 개발에 힘쓴다. 2007년 튀르키예 정부의 중요 방위 산업 중 하나인 자국산 탱크 개발을 시작한다.
2021년 한국의 RETECH사와 협력을 시작하여 2023년 교통약자배려 7m 전기저상버스 e-CENTRO-K( K는 Korea )를 출시하였으며 한국시장에 다양한 전기버스를 RETECH사와 협업하여 공급할 예정이다.
- RETECH : 대한민국 세종시에 위치한 특수목적차량 및 제설장비 전문제조업체로서 전동화 특장장비 선두업체로서 사업분야을 전기버스까지 확대하였다

## 생산 차량
- 미니 버스
- 버스
- 전기버스

- 트레일러

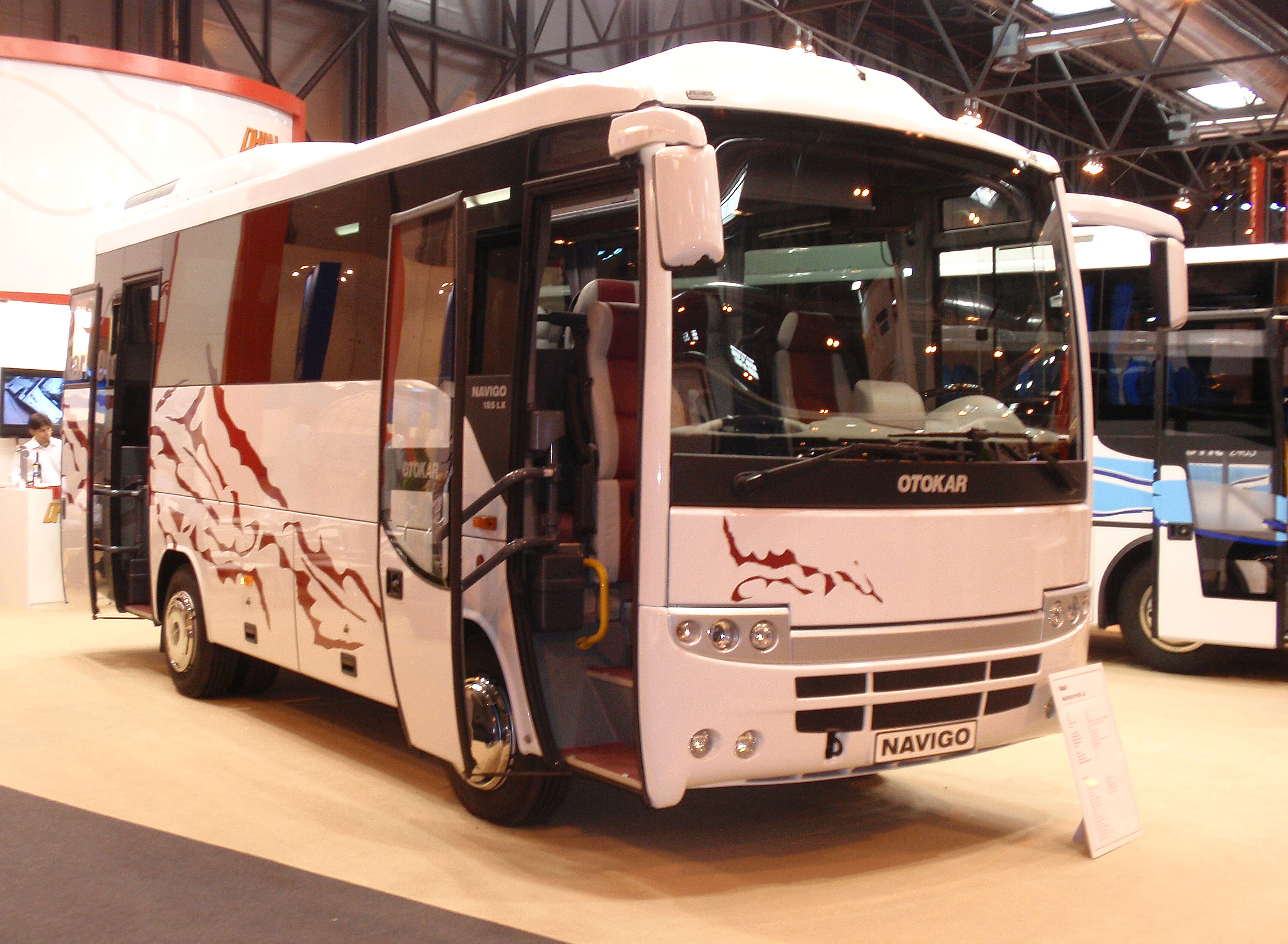
오토카르 Navigo버스

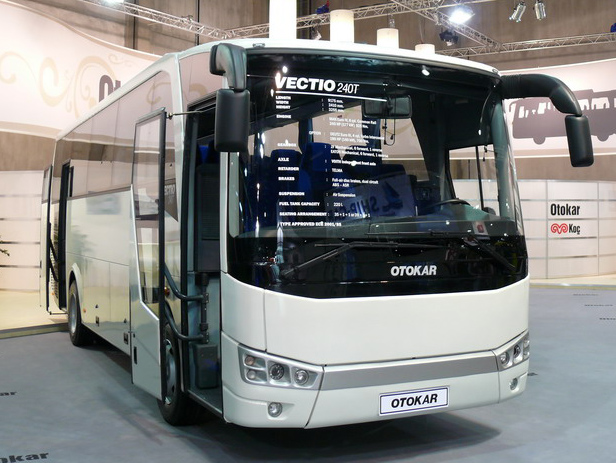
오토카르 Vectio버스

- 알타이 전차 - 터키 자국 탱크 생산 프로젝트
- 랜드로버 디펜터 90, 110, 130
- Armored Personnel Carrier
- Cobra
- Akrep
- Discreetly Armored Station Wagon
- Engerek 특수 작전 차량
- Kaya
- Kale - 지레 가설 차량
- Yavuz
- Arma
- Armored Internal Security Vehicle